# Арка Адріана (Гераса)
Арка Адріана (араб. قوس هادريان) – монументальна споруда античного міста Гераса, котре передувало сучасному Джерашу (знаходиться за три з половиною десятки кілометрів на північ від столиці Йорданії Амману). Арка є складовою частиною грандіозного комплексу руїн Гераси.

## Історія
Під час свого правління імператор Адріан здійснив цілий ряд поїздок провінціями імперії, наслідком чого стали численні монументи, споруджені містами, яким випала честь приймати в себе повелителя. Найбільш відомими прикладами таких споруд є тріумфальні арки в Афінах, Анталії, Капуї та Герасі. Монумент в останній наразі першим зустрічає відвідувачів археологічного заповідника.
Зведена у 130 році н.е. Арка Адріана у Герасі винесена на півкілометра за межі оборонного мура міста. Припускають, що це було пов’язане із планами розширення і саме тому бічні сторони споруди залишили без оздоблення – вони мали в майбутньому сполучитись з новими оборонними стінами. Втім, ці плани так і залишились нереалізованим, більше того, археологи вважають, що навіть вже охоплена існуючими міськими мурами територія так і не була повністю забудована. 

## Опис
Споруда має висоту 21 метр, ширину 37,5 метра та товщину 9,3 метра. У ній облаштовано три проїзди, центральний з яких суттєво більший за бічні та має висоту 10,8 метрів проти 5,2 метрів у останніх. В кінці 2-го або на початку 3-го століття, коли стало зрозуміло, що ніякого розширення міських меж вже не будет, до арки прибудували дві бічні секції, кожну з яких прикрашали дві розташовані одна під одною ніші (аналогічно до Південних воріт, тільки на останніх у крайніх секціях лише по одній ніші). 
Фасади арки подібні, хоч і не ідентичні до дрібниць. Для їх прикрашання над більш низькими бічними проїздами облашували чотири ніші, фланковані невеликими колонами. Крім того, на кожному фасаді виступають по чотири великі напівколони з коринфськими капітелями.
На північній (внутрішній, оберненій до міста) стороні арки був закріплений мармуровий напис довжиною 7,1 метра та висотою 1 метр, котрий містив традиційні присвячувальні та віддячувальні формули. Цей напис знайшли розколотим на 19 частин, взагалі ж доречно відзначити, що сучасний вигляд споруди став результатом масштабної реставрації, оцінити яку дозволяють старі чорно-білі фотографії арки.

## Галерея
|                      |
| Південний фасад арки |

|                     |
| Арка до реставрації |

|                      |
| Північний фасад арки |

|                          |
| Елементи оздоблення арки |